# Friedel Kloke-Eibl
Friedel Kloke-Eibl, geb. Elfriede Helene Eibl, (* 1941 in Brühl) ist eine deutsche Tanzpädagogin und Choreografin für Sakralen Tanz.

## Leben und Wirken
Friedel Kloke-Eibl studierte Philosophie und Sprache, nach eigenen Angaben in Köln, Cambridge und Paris, und bildete sich zur Tanzpädagogin aus. Zwei Jahre lebte sie in Island. Sie war eine Schülerin von Bernhard Wosien und von 1979 bis zu seinem Tod seine Mitarbeiterin. Gemeinsam mit Wosien veranstaltete sie Workshops in verschiedenen europäischen Ländern. In den Niederlanden gründete sie 1981 die Stiftung „Sacred Dance“, ein eigenes Institut für Sakralen Tanz sowie im Jahr 1982 das Tanzinstitut „Demian – Institut in Beweging“ (niederländisch) mit 25 Mitarbeitern.
In Deutschland etablierte sie 1990 das „Ausbildungsinstitut Meditation des Tanzes – Sacred Dance“ mit Gruppen in Deutschland, Irland, Brasilien und in der Schweiz. Es folgte die Gründung des gleichnamigen Fachverbandes, der seinen Sitz in Heidelberg hat. Von 1993 bis 2006 gab sie die Verbandszeitschrift „Balance“ heraus.
Kloke-Eibl sammelte Kreis- und sakrale Folkloretänze und veröffentlichte diese auf CDs und DVDs zusammen mit Tanzanleitungen. Mit ihren Choreografien entwickelte und prägte sie den meditativen Tanz in Deutschland.

## Publikationen (Auswahl)
CDs
- Kreis und Reigentänze der Völker (CD mit Broschüre), hrsg. Ausbildungsinstitut Meditation des Tanzes, Köln 1996, ISBN 3-925594-42-6.
- Tänze aus Israel (CD mit Broschüre), ausgewählt vom Ausbildungsinstitut Meditation des Tanzes, Köln 1997, ISBN 978-3-925594-44-1.
- Meditation des Tanzes – Celtic (CD mit Broschüre), hrsg. Ausbildungsinstitut Meditation des Tanzes 2002, ISBN 3-00-003736-5.
- Tänze aus Griechenland – Labyrinthtänze (CD mit Broschüre), hrsg. Ausbildungsinstitut Meditation des Tanzes 2002, ISBN 3-00-003734-9.

DVD
- 2002: Getanzte Mandalas
- 2004: Meditation des Tanzes
- 2008: Spiegel meiner Seele
- 2010: Engelwirken – ein Tanzritual
- 2010: Piktor’s Verwandlungen – ein Tanzzyklus